# Marathon van Rome 1999
De marathon van Rome 1999 werd gelopen op zondag 21 maart 1999. Het was de vijfde editie van deze marathon. In totaal finishten er 4268 lopers waarvan 379 vrouwen.
Philip Tanui was de eerste Keniaan die in Rome zegevierde. Hij was bij de mannen het snelst en finishte in 2:09.56. Bij de vrouwen was de Italiaanse Maura Viceconte de sterkste; zij won in 2:29.36.

## Uitslagen
Mannen
| rang   | naam                  | land | tijd    |
| ------ | --------------------- | ---- | ------- |
| Goud   | Philip Tanui          | KEN  | 2:09.56 |
| Zilver | Dmitriy Kapitonov     | RUS  | 2:10.10 |
| Brons  | Philip Chirchir       | KEN  | 2:10.15 |
| 4      | Roberto Barbi         | ITA  | 2:10.46 |
| 5      | Osmiro da Silva       | BRA  | 2:10.49 |
| 6      | William Koech         | KEN  | 2:11.09 |
| 7      | Bedaso Turbe          | ETH  | 2:12.39 |
| 8      | Vincenzo Modica       | ITA  | 2:12.58 |
| 9      | Jonah Koech           | KEN  | 2:13.44 |
| 10     | David Menjo           | KEN  | 2:15.07 |
| 11     | Francesco Ingargiola  | ITA  | 2:17.21 |
| 12     | Willie Kering         | KEN  | 2:17.34 |
| 13     | Giuseppe Carella      | ITA  | 2:17.45 |
| 14     | Mark Too              | KEN  | 2:18.13 |
| 15     | Edgar Sanchez         | COL  | 2:18.34 |
| 16     | Michael Mukoma        | KEN  | 2:19.26 |
| 17     | Abdelkrim Yetimi      | TUN  | 2:20.06 |
| 18     | Juan Carlos Gutierrez | COL  | 2:21.54 |

Vrouwen
| rang   | naam               | land | tijd    |
| ------ | ------------------ | ---- | ------- |
| Goud   | Maura Viceconte    | ITA  | 2:29.36 |
| Zilver | Jane Salumäe       | EST  | 2:30.40 |
| Brons  | Gadisse Edato      | ETH  | 2:32.36 |
| 4      | Karina Szymańska   | POL  | 2:34.46 |
| 5      | Natalia Galushko   | BLR  | 2:35.16 |
| 6      | Halina Karnatevicz | BLR  | 2:35.59 |
| 7      | Mieke Pullen       | NED  | 2:42.18 |
| 8      | Larisa Malikova    | RUS  | 2:43.00 |

1982 ·
1983 ·
1984 ·
1985 ·
1986 ·
1987 ·
1988 ·
1989 ·
1990 ·
1991 ·
1995 ·
1996 ·
1997 ·
1998 ·
1999 ·
2000 ·
2001 ·
2002 ·
2003 ·
2004 ·
2005 ·
2006 ·
2007 ·
2008 ·
2009 ·
2010 ·
2011 ·
2012 ·
2013 ·
2014 ·
2015 ·
2016 ·
2017